# Sônia Ribeiro
Neyde Mocarzel Blota Junior, de nome artístico Sônia Ribeiro (São Paulo, 20 de março de 1930 — 26 de junho de 1987), foi uma atriz, apresentadora e produtora rádio e TV brasileira.

## Carreira
Começou a carreira como radioatriz no Teatro de Manuel Durães da Rádio Record, com Octávio Gabus Mendes. Aos dezesseis anos, casou-se com Blota Junior e com ele foi morar nos Estados Unidos em 1946. Lá, Sônia engravidou de seu primeiro filho, José Blota Neto, mas quando a criança estava por nascer, resolveram voltar para o Brasil.
Sônia produziu e apresentou inúmeros programas na Rádio Record, incluindo Só para mulheres e O Clube abre às cinco. Mais tarde, na TV Record, comandou Sábado com você, Gente's, Esta noite à meia noite, Fim de noite, Encontro com Sônia Ribeiro, entre outros.
Junto com Blota Junior, foi a apresentadora oficial do Troféu Roquette Pinto, do Show do Dia 7, do Troféu Chico Viola, do Prêmio Molière e dos festivais de música popular brasileira da TV Record.
Foi presidente da Sociedade Pestalozzi de São Paulo, nos anos sessenta. Como atriz de televisão, atuou na Família Trapo e em outras duas séries: Seu único pecado (1969) e Os fidalgos da casa mourisca (1972).

## Vida pessoal
Do seu casamento com Blota Junior teve três filhos e oito netos. Foi acometida por um câncer de esôfago, vindo a falecer no Hospital Sírio-Libanês de São Paulo.